# Симкино (Башкортостан)
Си́мкино (баш. Симкә) — село в Бирском районе Республики Башкортостан Российской Федерации. Входит в состав Старопетровского сельсовета.

## География

### Географическое положение
Расстояние до:
- районного центра (Бирск): 32 км,
- центра сельсовета (Питяково): 12 км,
- ближайшей ж/д станции (Уфа): 127 км.

## Население
| 2002 | 2009 | 2010 | 2010 |
| ---- | ---- | ---- | ---- |
| 55   | ↘29  | ↘27  | →27  |

### Национальный состав
Согласно переписи 2002 года, преобладающая национальность — русские (75 %).